# 隱油鯰
隱油鯰，為輻鰭魚綱鯰形目長鬚鯰科的其中一種，分布於南美洲巴拉那河流域，體長可達28.7公分，棲息在河川、潟湖，屬肉食性，以魚類、軟體動物、昆蟲等為食，生活習性不明。

## 擴展閱讀
維基物種上的相關：隱油鯰